# Gmina Rzgów
Die Gmina Rzgów ist eine Stadt-und-Land-Gemeinde im Powiat Łódzki wschodni der Woiwodschaft Łódź in Polen. Ihr Sitz ist die gleichnamige Stadt (deutsch Rzgow, 1943–1945 Lancellenstätt) mit etwa 3400 Einwohnern.

## Geschichte
Am 1. Januar 2006 erhielt Rzgów die Stadtrechte und die Gemeinde ihren heutigen Status.

## Gemeinde
Die Stadt-und-Land-Gemeinde hat eine Fläche von 65,97 km². Zur Gemeinde gehören neben der Stadt Rzgów folgende Dörfer und Ortschaften:
| - Babichy - Bronsinin Dworski - Czyżeminek - Gospodarz - Grodzisko - Guzew - Huta Wiskicka - Kalinko | - Kalino - Konstantyna - Prawda - Romanów - Stara Gadka - Starowa Góra - Tadzin |